# مشيميات
المشيميات أو ذوات السُّخْد أو الثدييات المشيمية أو السخديات (الاسم العلمي: Placentalia) هي أباشة (بالإنجليزية: Cohort) ضمن طائفة الثدييات و ينفرد عن غيره من الثدييات بوجود المشيمة التي تغذي الجنين داخل الرحم بحيث ينمو الجنين نموا كاملا أثناء الحمل و لذلك تدعى كذلك الثدييات المشيمية. تفوق الثدييات المشيمية في عددها بقية الثدييات و تتكيف على كافة الظروف فتعيش في البر والماء والجو, و أيضا من الفوارق بين الثدييات الحقيقية وغيرهما من الثدييات هو افتقارها للعظم الوخفي (أو الجرابي) كالذي لدى الكنغر. و يعود اكتشاف أول ثدي من هذا النوع إلى العصر الطباشيري.